# Équipe des îles Windward de cricket
L'équipe des îles Windward de cricket représente plusieurs états des Caraïbes : Dominique, Grenade, Saint-Vincent-et-les-Grenadines, Sainte-Lucie. Elle ne dispute pas de rencontre internationales, mais les compétitions inter-régionales organisée par le West Indies Cricket Board dans les Caraïbes. Ses meilleurs joueurs peuvent être sélectionnés par l'équipe des Indes occidentales, qui elle, dispute des matchs internationaux. Elle est sous la responsabilité du Windward Islands Cricket Board of Control.

## Histoire
Le Shell Shield, la compétition de cricket au format first-class dans les Indes occidentales, débute en 1966. Jusqu'en 1970 inclus, les équipes des îles Leeward et des îles Windward n'y jouent que quelques matchs par saison, et ne sont pas classées. L'année suivante, leurs joueurs font partie d'une équipe combinée, les « îles combinées », en compétition jusqu'en 1981. Lorsque les îles combinées remportent le Shell Shield cette année-là, les Windward et les Leeward sont autorisées à participer de manière séparées à partir de la saison qui suit.
Les Windward remportent leur premier titre au cours de la saison 1988-1989, le Geddes Grant Shield, la compétition de list A cricket dans les Indes occidentales. Au début des années 2000, l'équipe est parfois scindée pour le Red Stripe Bowl (nom de l'époque de la même compétition)  : entre Nord et Sud, ou entre Saint-Vincent-et-les-Grenadines et le reste.

## Palmarès
- Regional Four Day Competition (first-class) et prédécesseurs : néant[5].
- WICB Cup (list A) et prédécesseurs (2) : 1988-1989, 2000-2001[4].